# Shaun Rhue
Shaun Rhue è un cortometraggio muto del 1912 diretto da Sidney Olcott.

## Produzione
Il film fu prodotto dalla Kalem Company. Venne girato in Irlanda.

## Distribuzione
Distribuito dalla General Film Company, il film uscì nelle sale cinematografiche USA nel 1912.